# Уэстхей
Уэстхей (англ. Westhay) — деревня в графстве Сомерсет, Англия. Относится к церковно-приходскому округу Мир (en:Meare), в 6 км к северо-западу от Гластонбери на Сомерсетской равнине в округе Мендип.
Название означает «Западное поле, окружённое изгородью» от древнеанглийского west+haga (в последнем слове буква 'g' — немая).
Уэстхей — село, расположенное в болотистой местности на реке Брю (en:River Brue) на месте доисторического озёрного свайного поселения. От прежнего селения осталась группа курганов. В эпоху неолита деревня находилась на острове посреди озера, которое впоследствии высохло; на месте бывшего озера находится торфяное болото. К деревне через озеро вела доисторическая мощёная насыпная дорога, известная как Свит-Трек.
Между Шэпвиком и Уэстхеем находится музей en:Peat Moors Centre («Центр торфяных болот»), посвящённый доисторическим временам в этой местности.